# NGC 1053
NGC 1053 je galaksija u zviježđu Perzej.

## Vanjske poveznice
- SEDS: NGC 1053